# ایجوان
ایجوان (به ارمنی: Իջևան) یک شهر در ارمنستان است که در استان تاووش واقع شده‌است. در کیلومتری شمال ایجوان، مرکز استان تاووش واقع شده‌است. شهر ایجِوان مرکز استان تاووش است.
این شهر در ۱۳۷ کیلومتری شمال‌شرق ایروان واقع شده‌است. بزرگراه ایروان-تفلیس از شهر ایجوان می‌گذرد. از سال ۱۸۷۰ میلادی این شهر یک ایستگاه راه‌آهن دارد.
طبق سرشماری سال ۲۰۱۱ ارمنستان این شهر ۲۱٬۰۸۱ نفر جمعیت دارد

## ریشه واژه
نام پیشین این شهر کاروانسرا بود که نامی است به زبان فارسی. ایجوان هم واژه‌ای ارمنی به همان معنی کاروانسرا و ترجمه آن است.

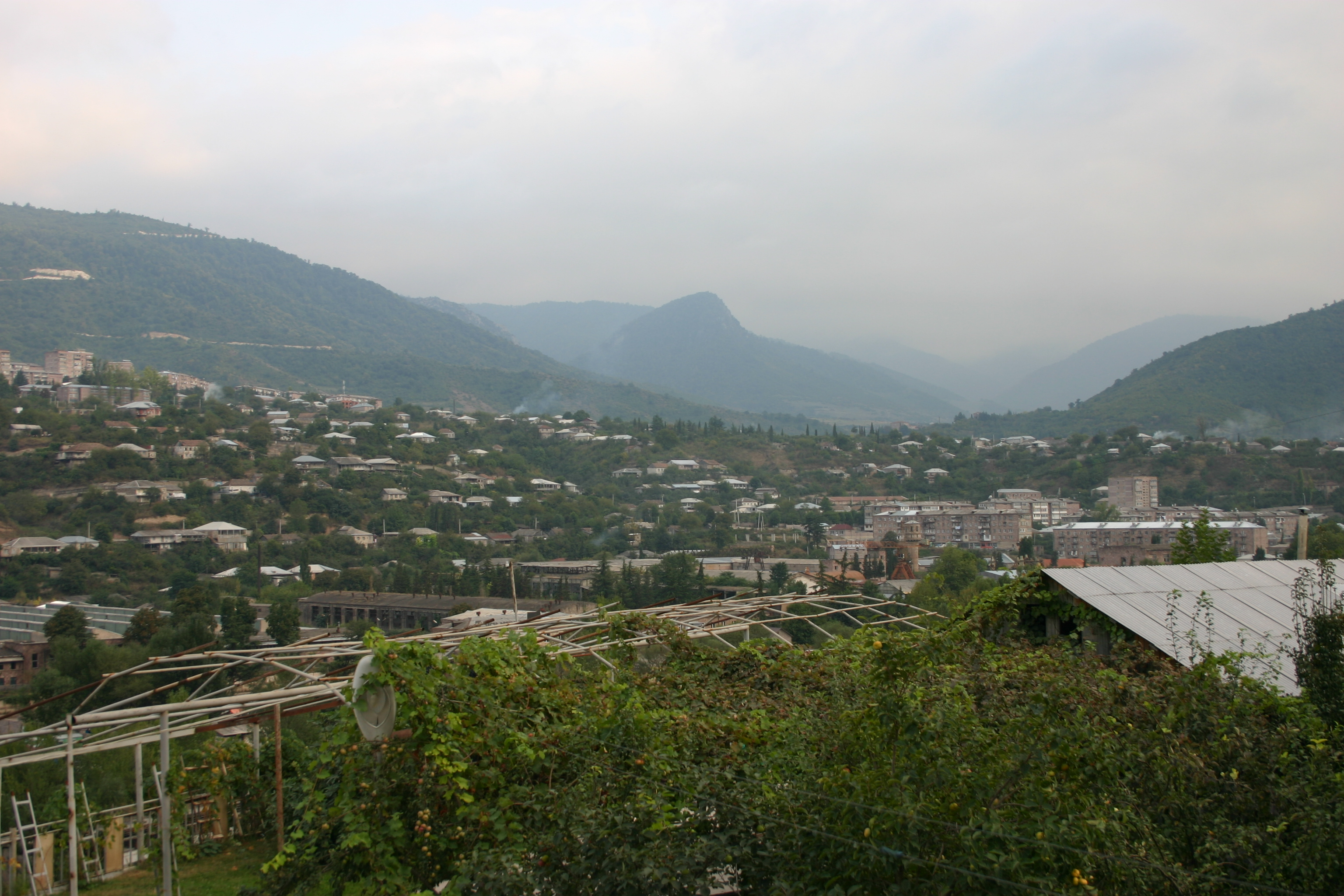

## تاریخچه
ایجوان در مسیر یک شاهراه شرقی-غربی قرار دارد. در محلی در کنار رود آغستو در نزدیکی شهر جایی است به نام «حمام جلا» که در آن محل بازمانده‌های یک کاروانسرای سده‌های میانه دیده می‌شود. در ورودی شهر ایجوان یک کارخانه بزرگ شراب‌سازی قرار دارد که بر بالای آن نوشته شده: ایجوان.

## جغرافیا
توسط رشته‌کوه گوگارک احاطه شده‌است. میانگین سالیانه دما ۱۰٫۶ سانتیگراد در ماه ژانویه صفر و در ماه ژوئیه نیز ۲۱٫۳ سانتیگراد می‌باشد. بارش سالیانه این شهر ۵۶۲ میلی‌متر می‌باشد.
ایجوان ۴٫۶ کیلومتر مربع مساحت دارد و ۷۵۵ متر بالاتر از سطح دریا واقع شده‌است. در کیلومتری شمال ایجوان، مرکز استان تاووش واقع شده‌است. ایجوان در دو سوی رود آغْستِو واقع شده‌است. در کیلومتری شمال ایجوان، مرکز استان تاووش واقع شده‌است.

## جمعیت
با جمعیتی بالغ بر ۲۱٬۰۸۱ نفر (سرشماری ۲۰۱۱), ایجوان پرجمعیت‌ترین منطقه شهری در استان تاووش محسوب می‌شود.
| سال   | ۱۸۳۱ | ۱۸۷۳  | ۱۸۹۷  | ۱۹۲۶  | ۱۹۳۹  | ۱۹۵۹  | ۱۹۷۶   | ۱۹۸۹   | ۲۰۰۱   | ۲۰۱۱   |
| جمعیت | ۴۴۰  | ۱٬۰۱۶ | ۱٬۷۹۰ | ۲٬۲۶۱ | ۴٬۴۲۶ | ۷٬۶۳۹ | ۱۵٬۰۰۶ | ۱۸٬۶۸۱ | ۲۰٬۲۲۳ | ۲۱٬۰۸۱ |

## خواهرخوانده
- ولانس، دروم (فرانسه) از ۱۹۹۶.

## مشاهیر بومی
- نیکول پاشینیان (سیاستمدار)

## نگارخانه

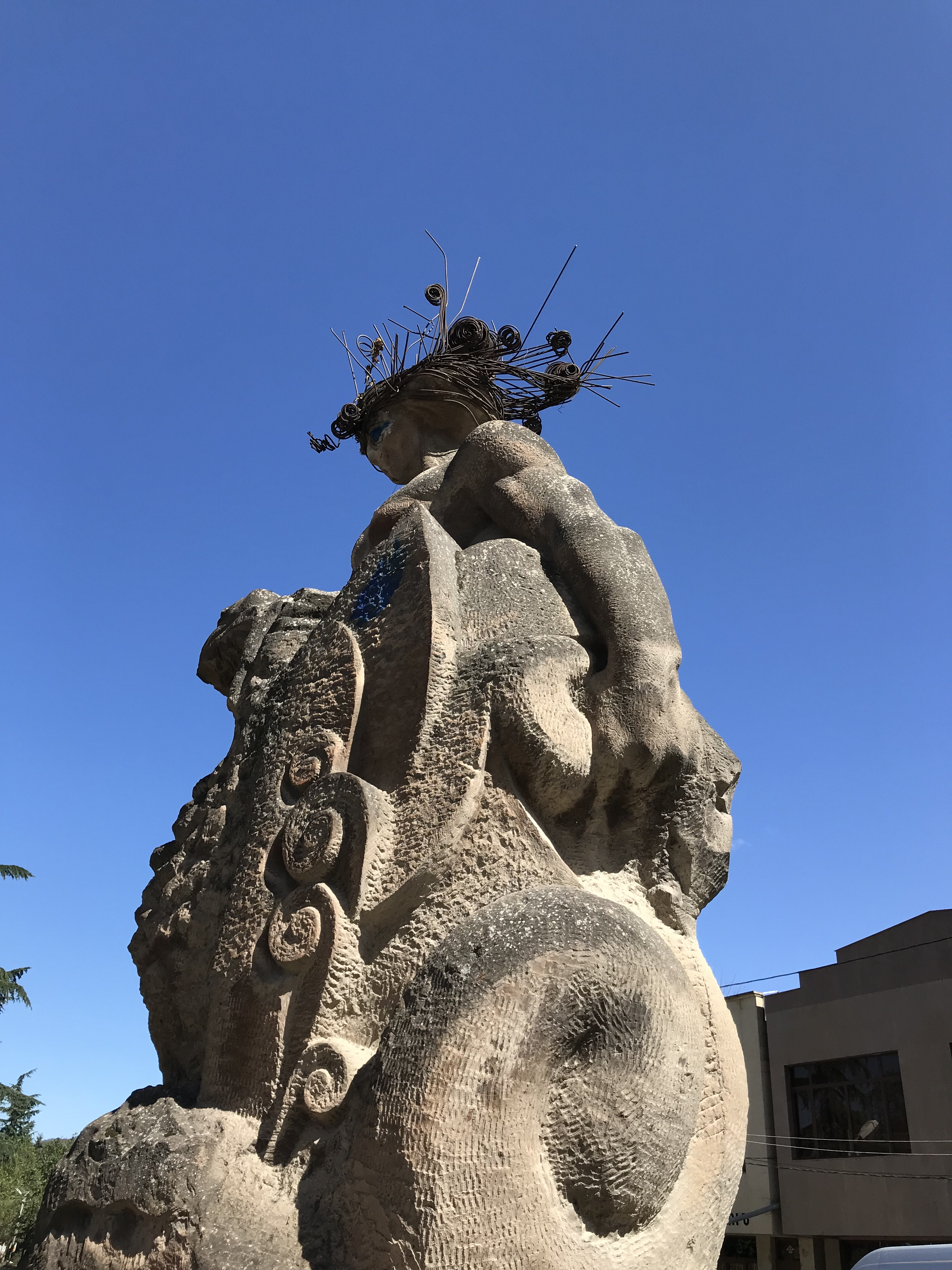
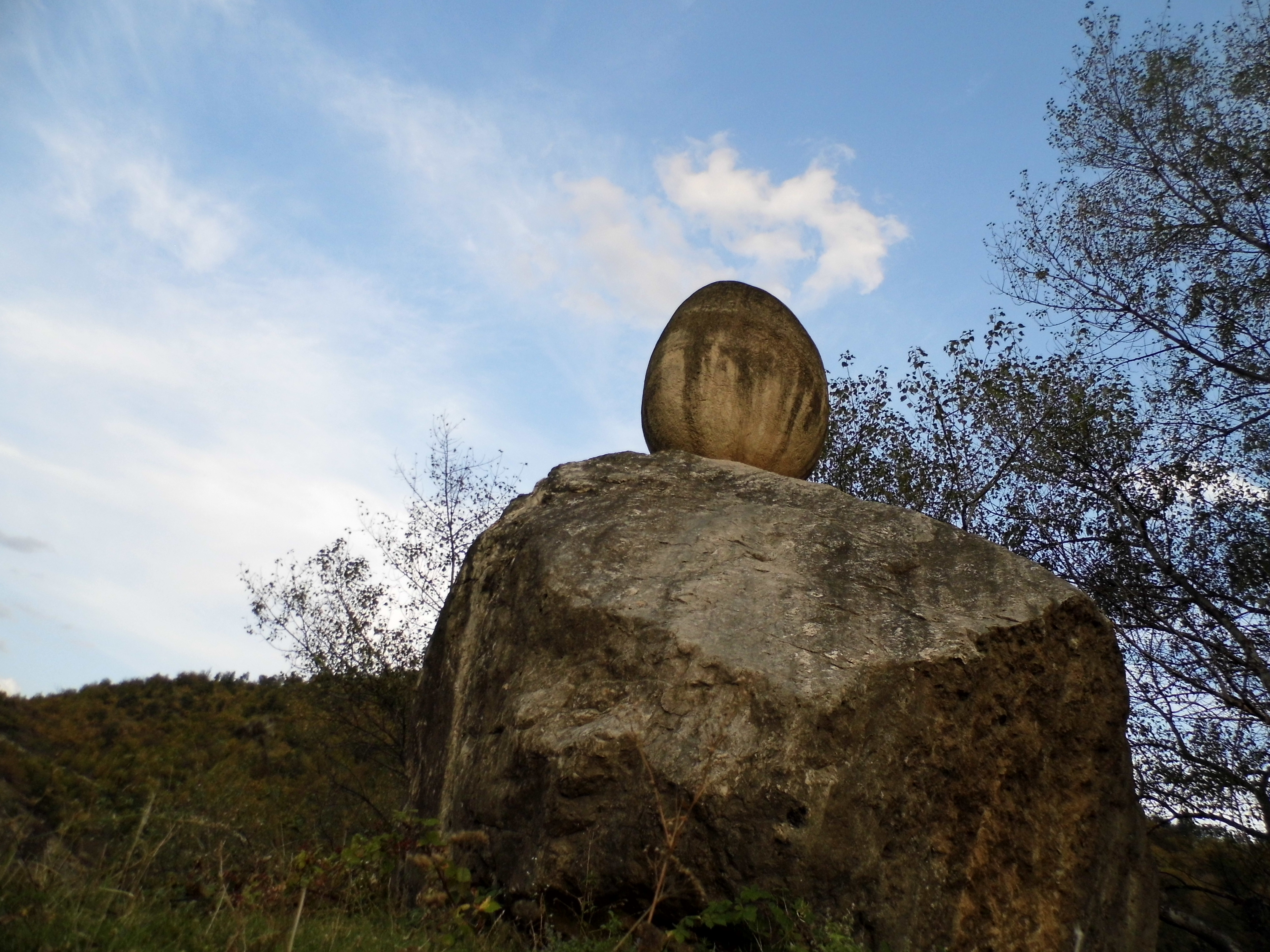
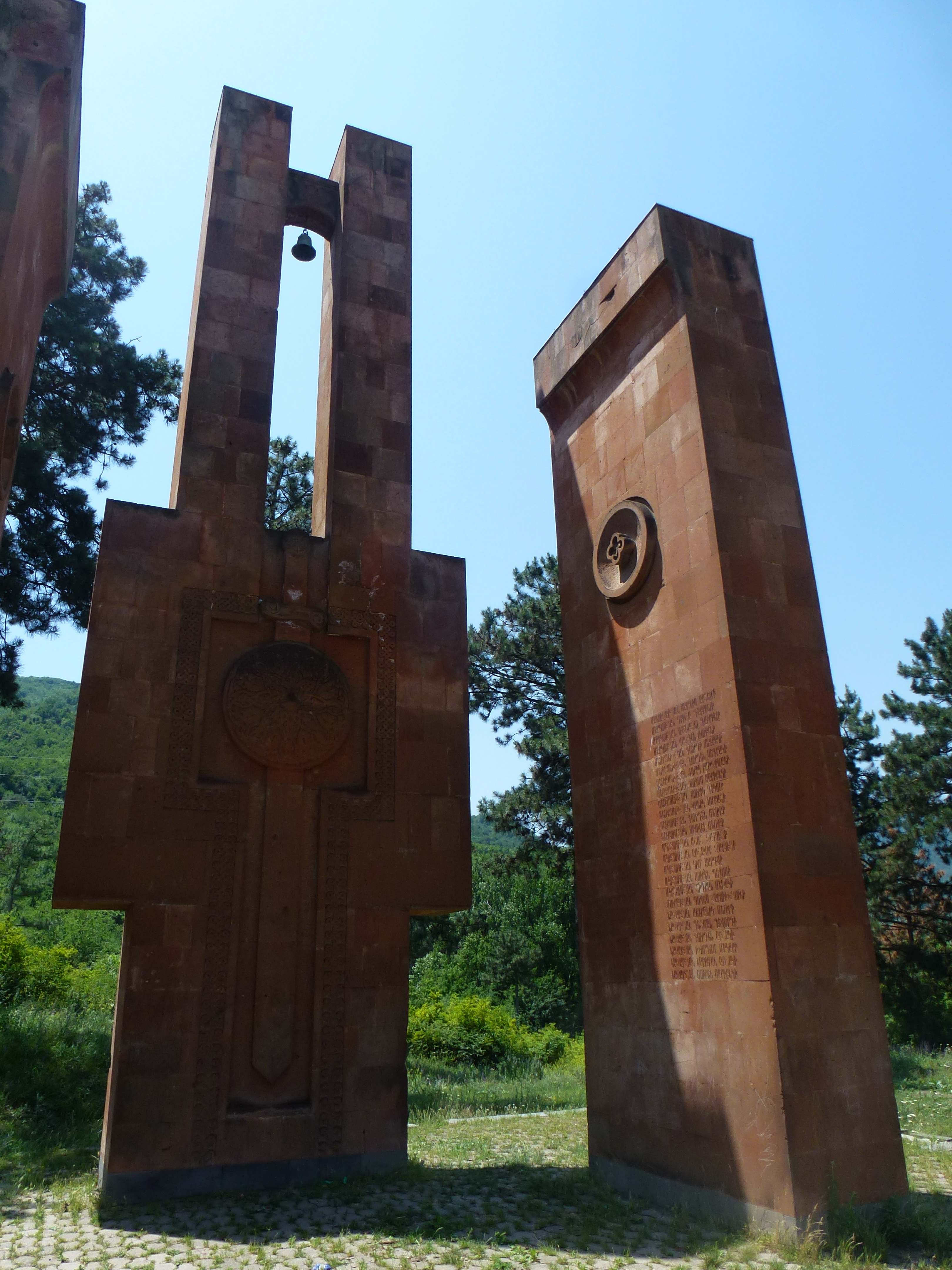
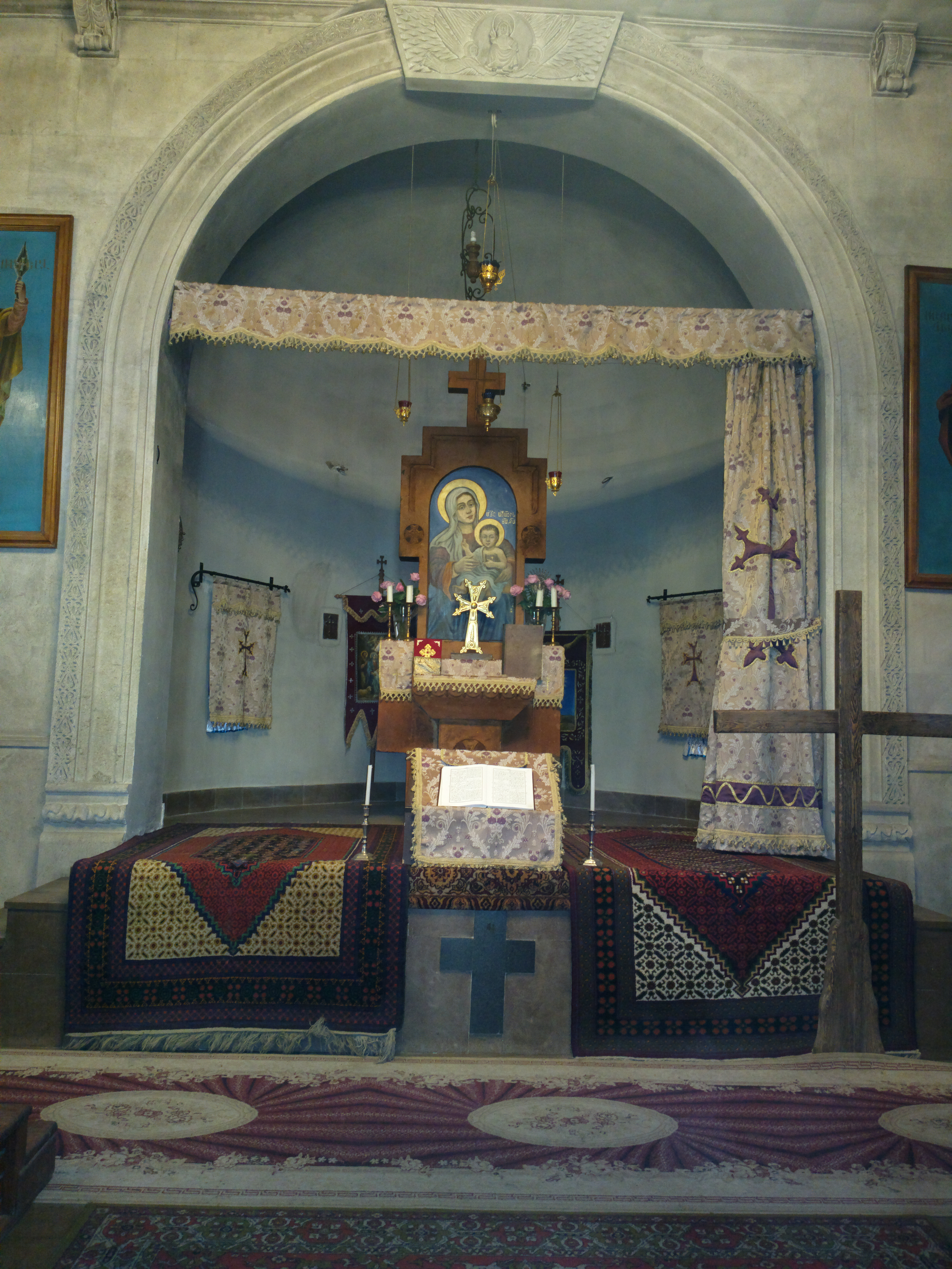
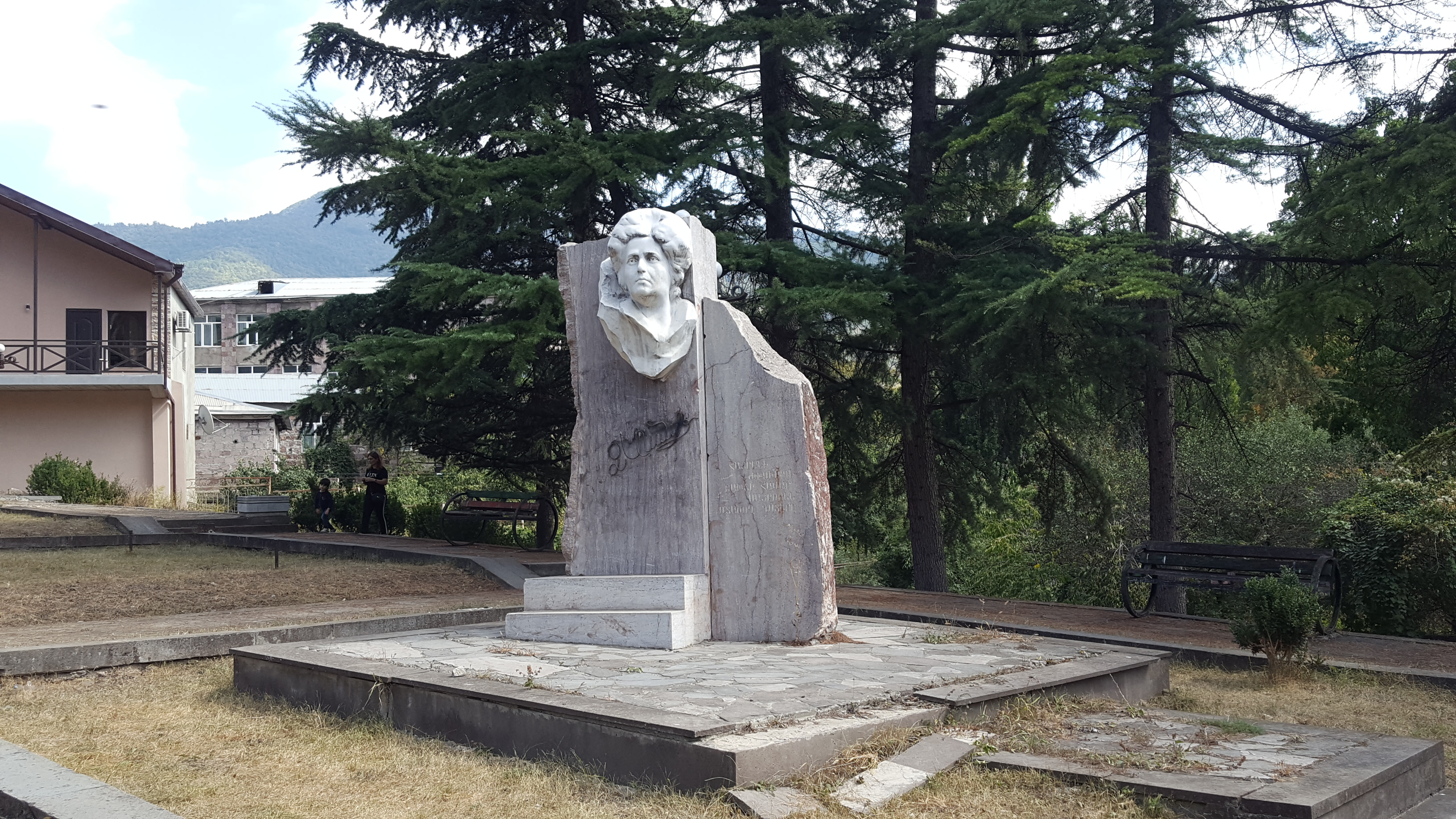
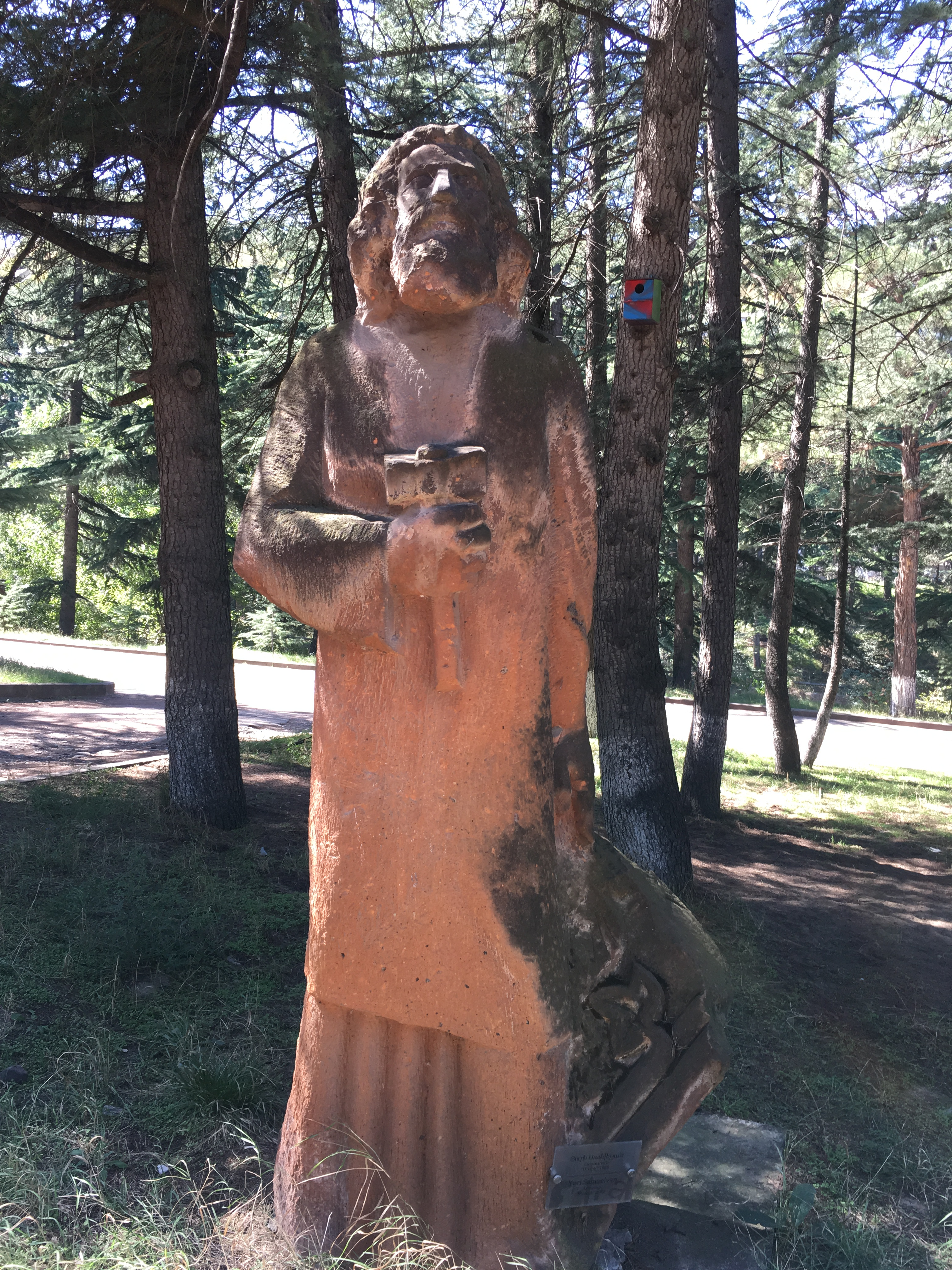
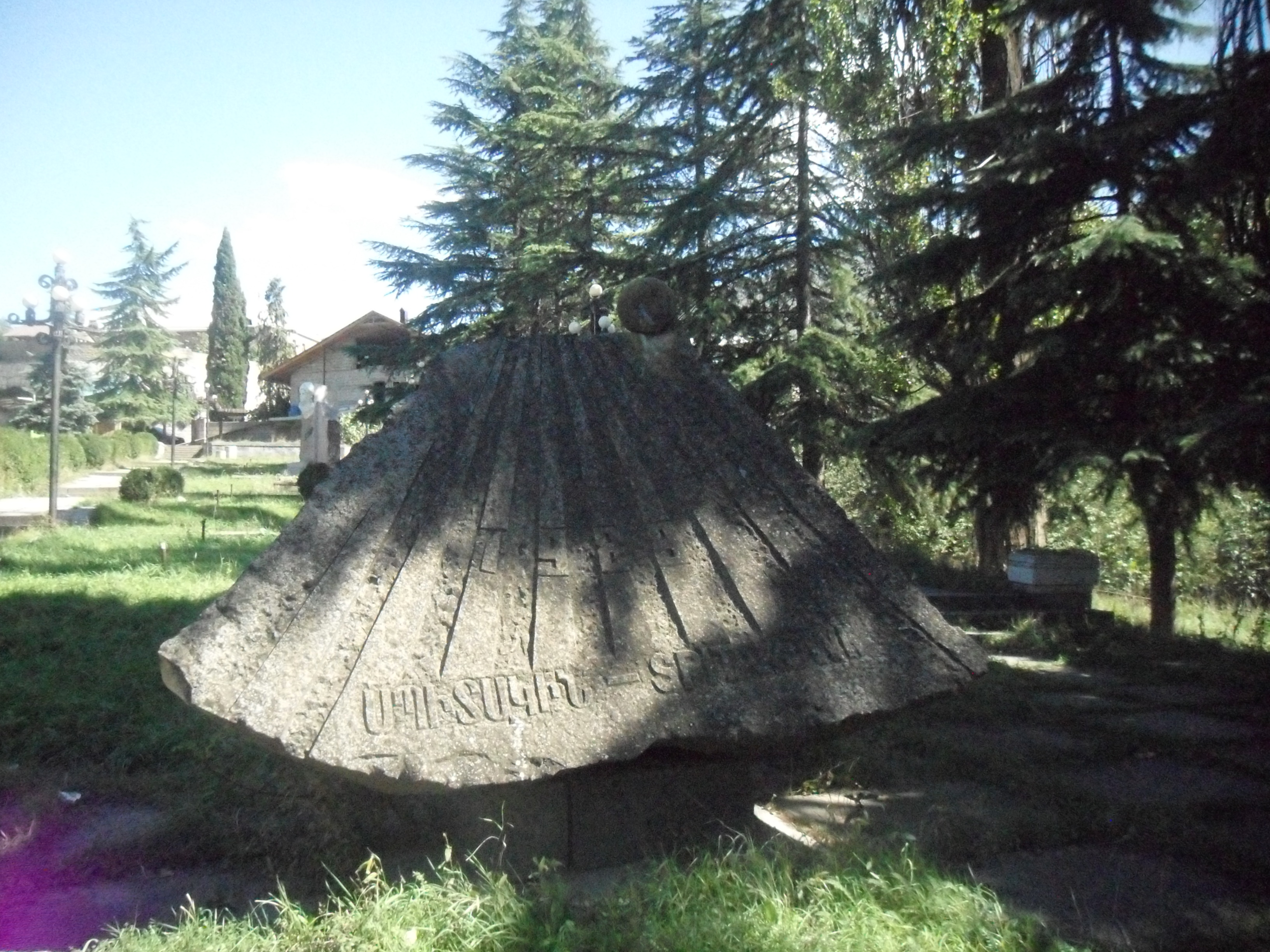
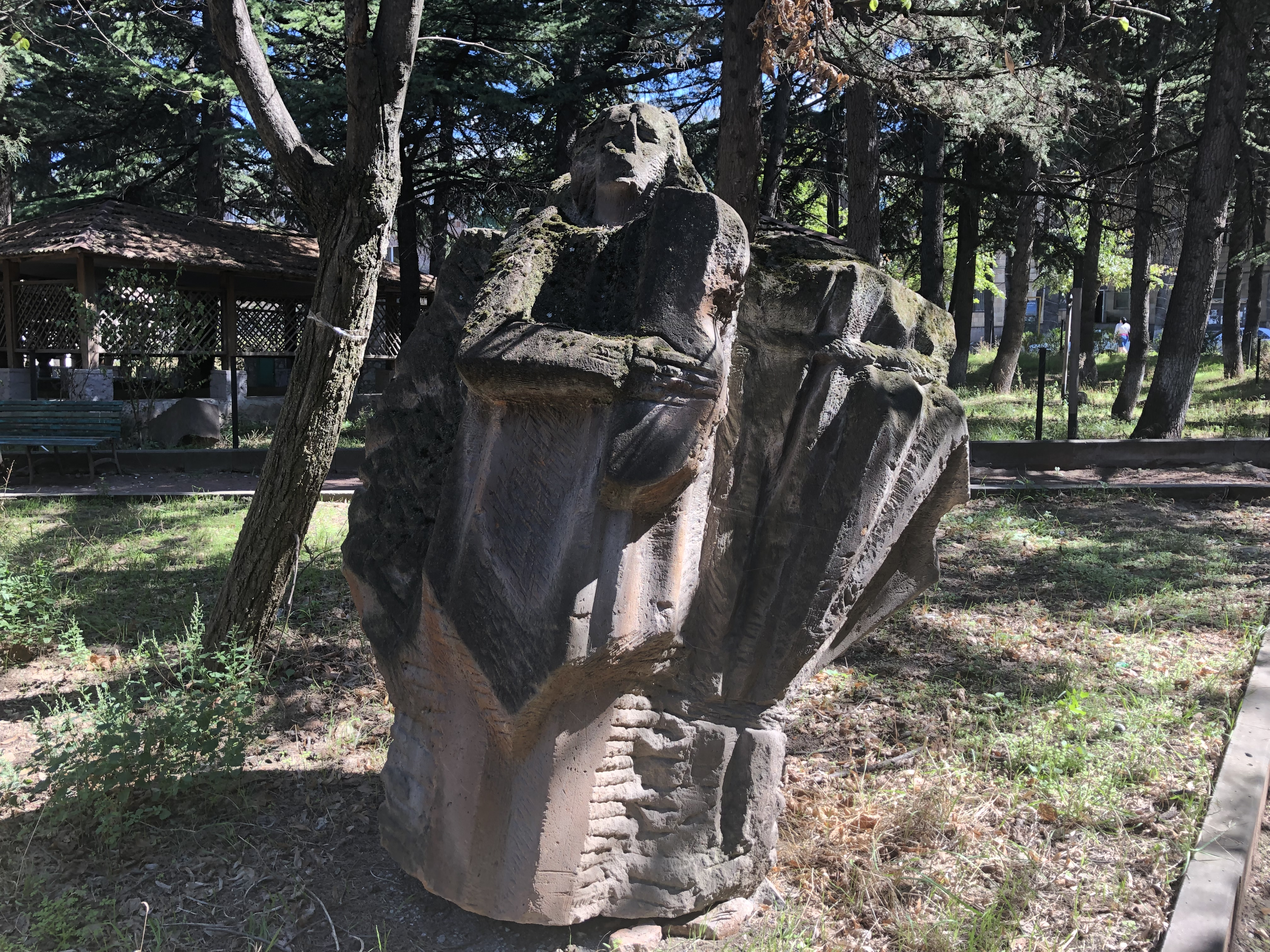
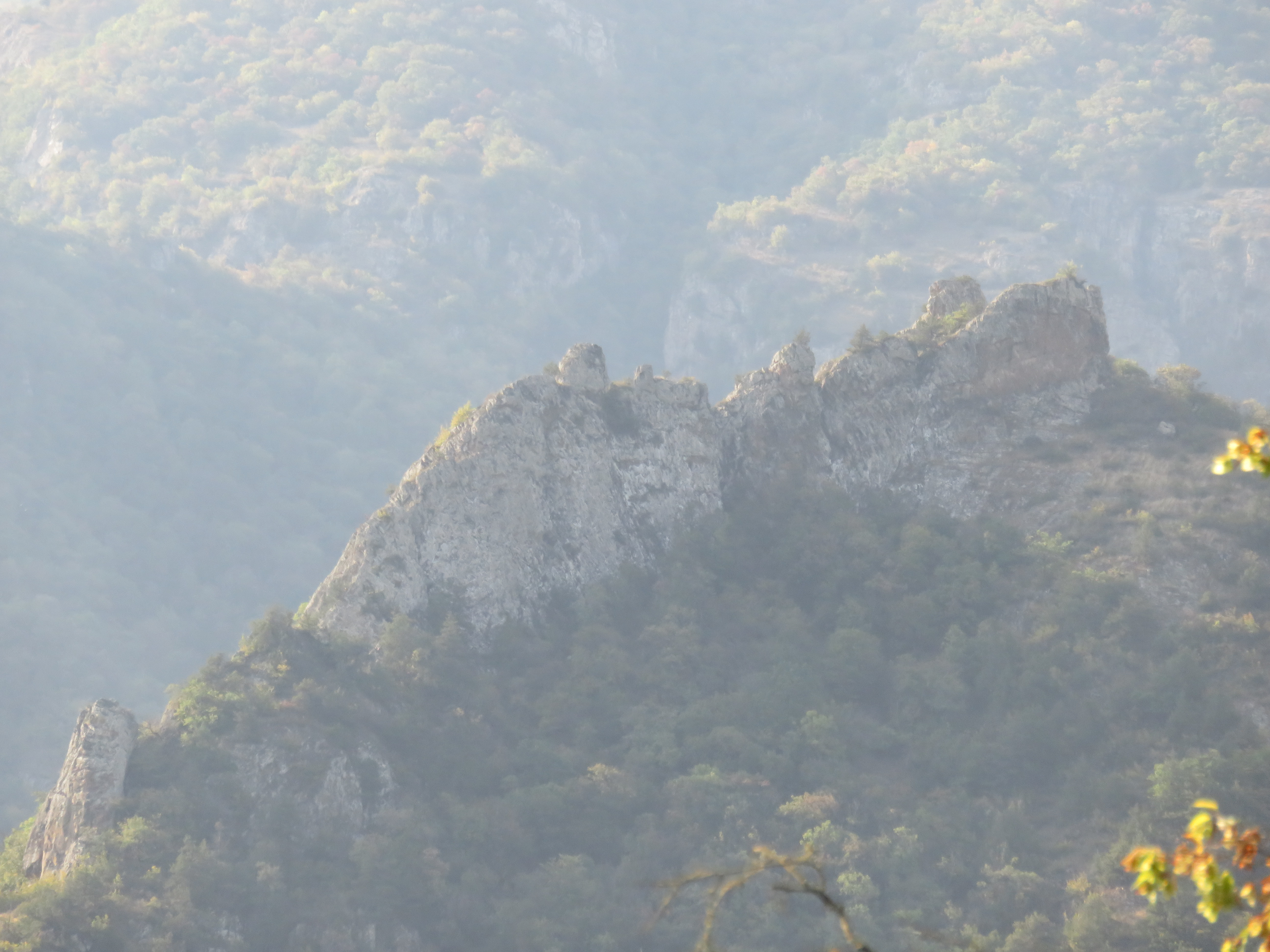
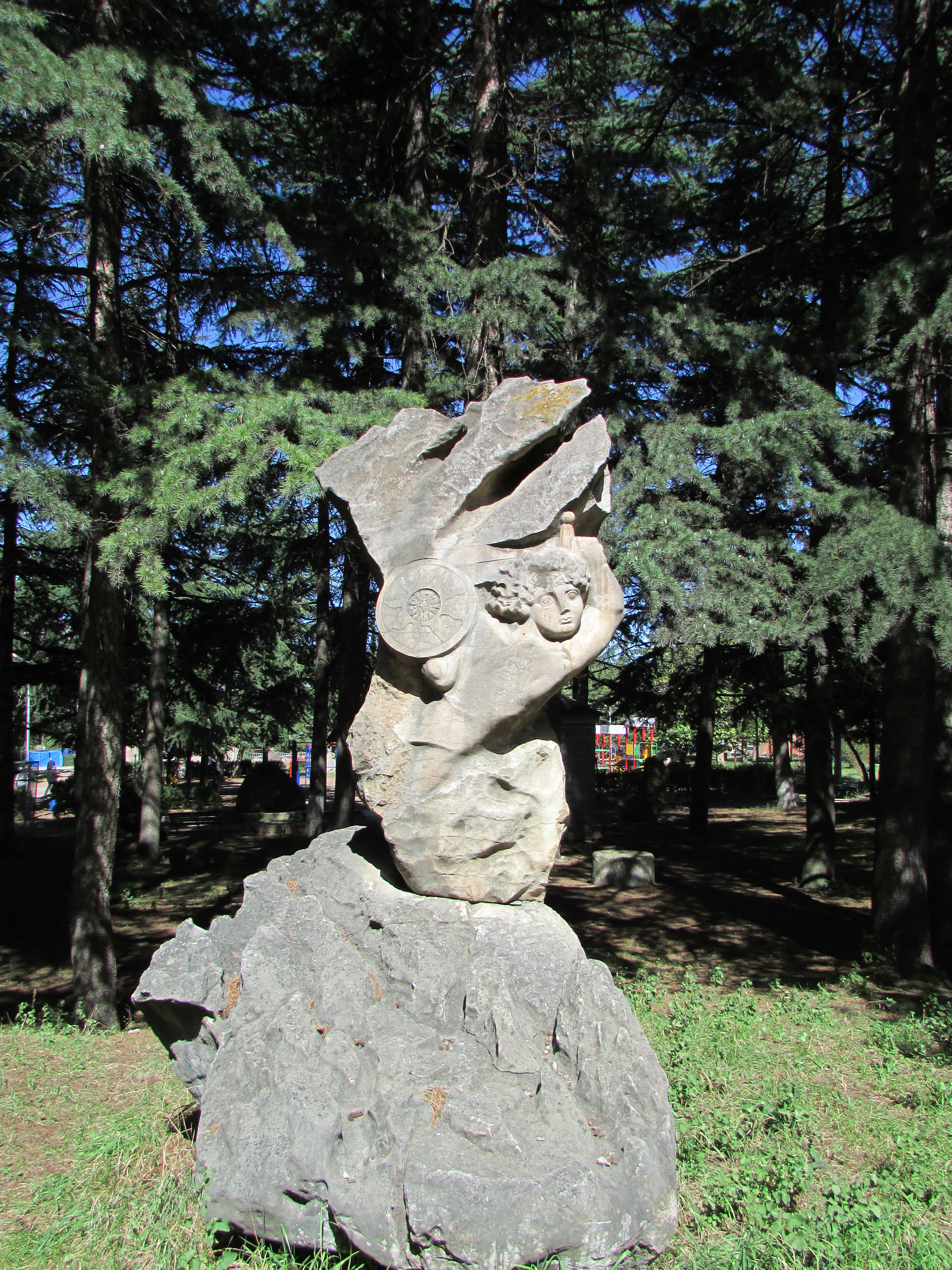
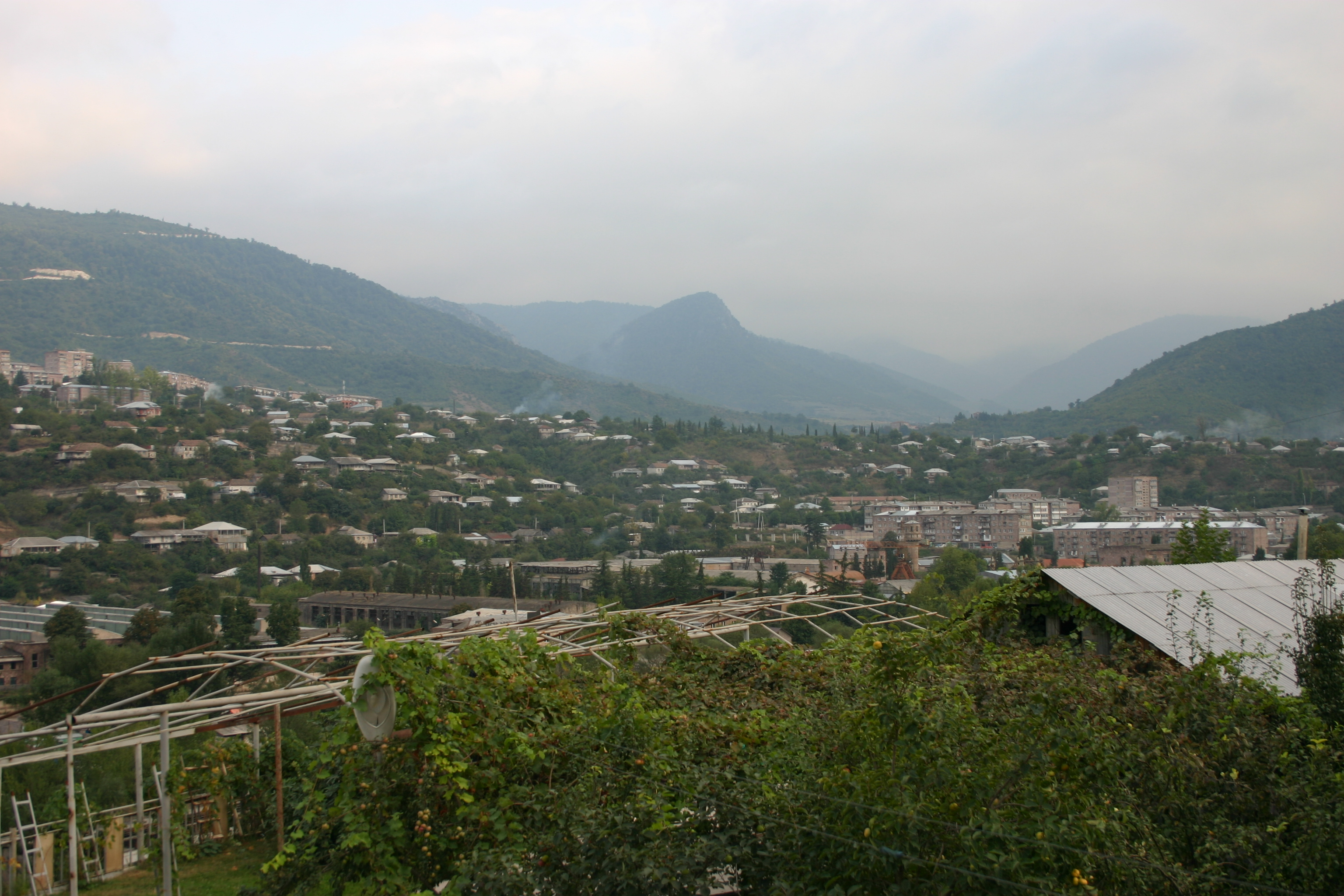
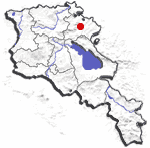
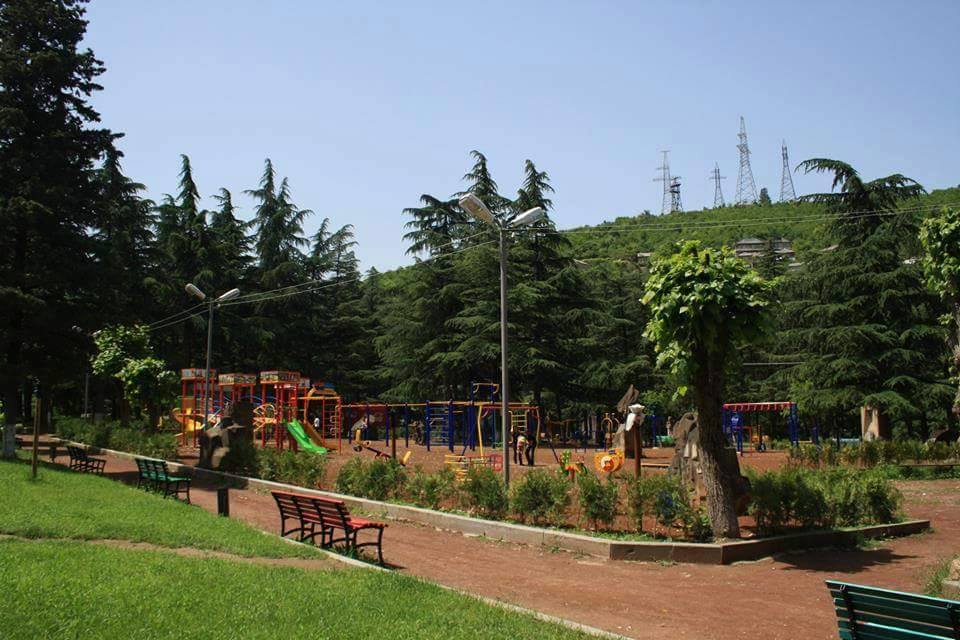
Ijevan central park
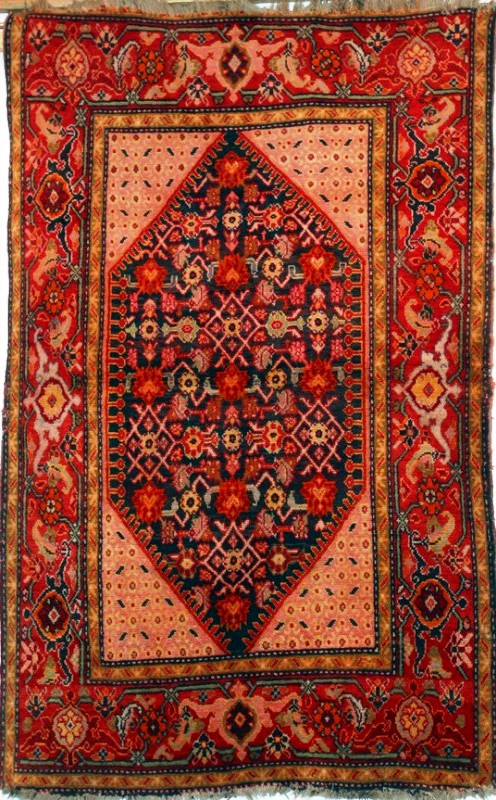
An Armenian rug from Ijevan